# Brač

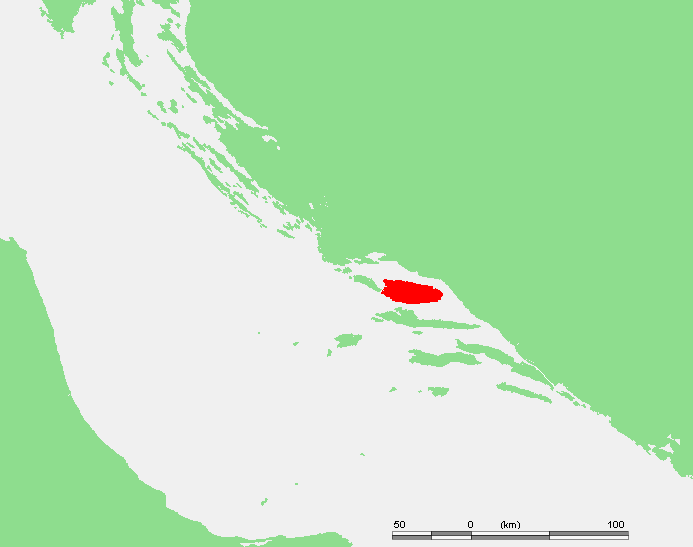
Brač sziget elhelyezkedése az Adrián

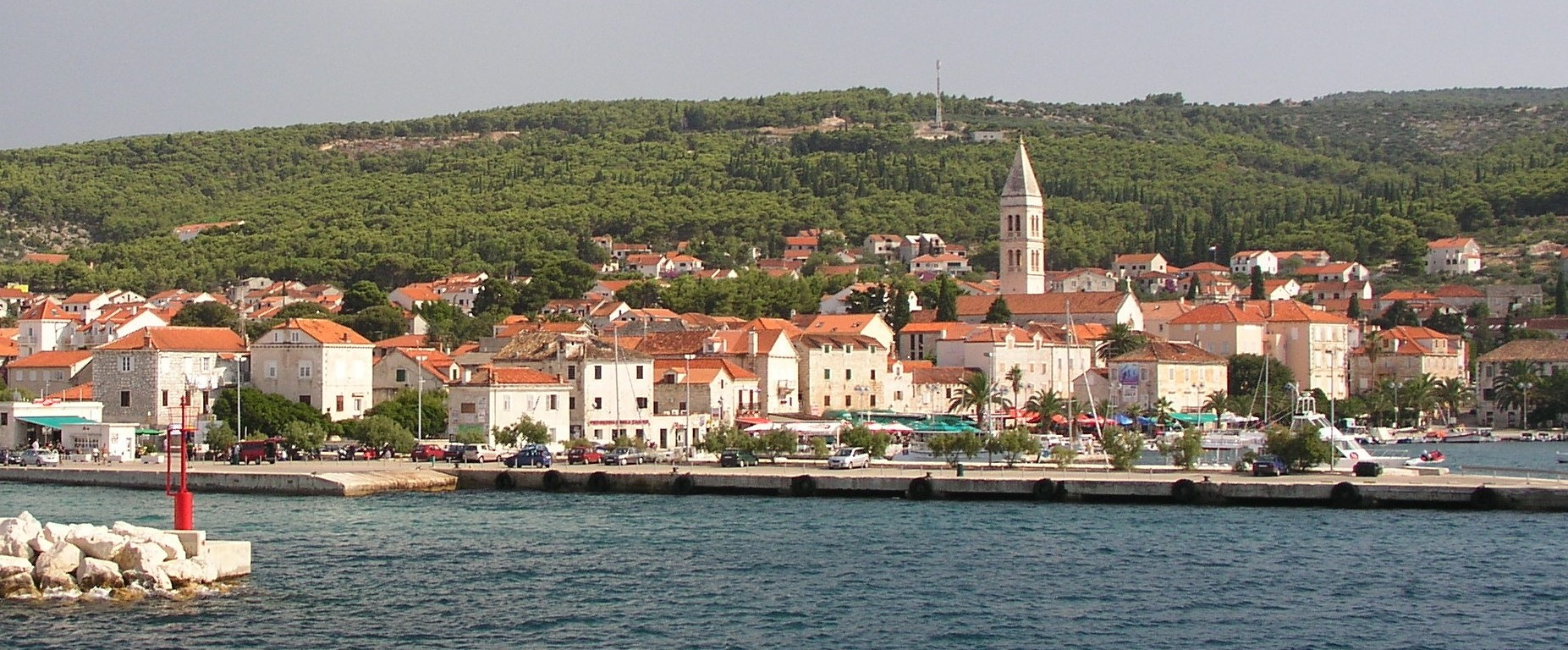
Supetar, a sziget fővárosa

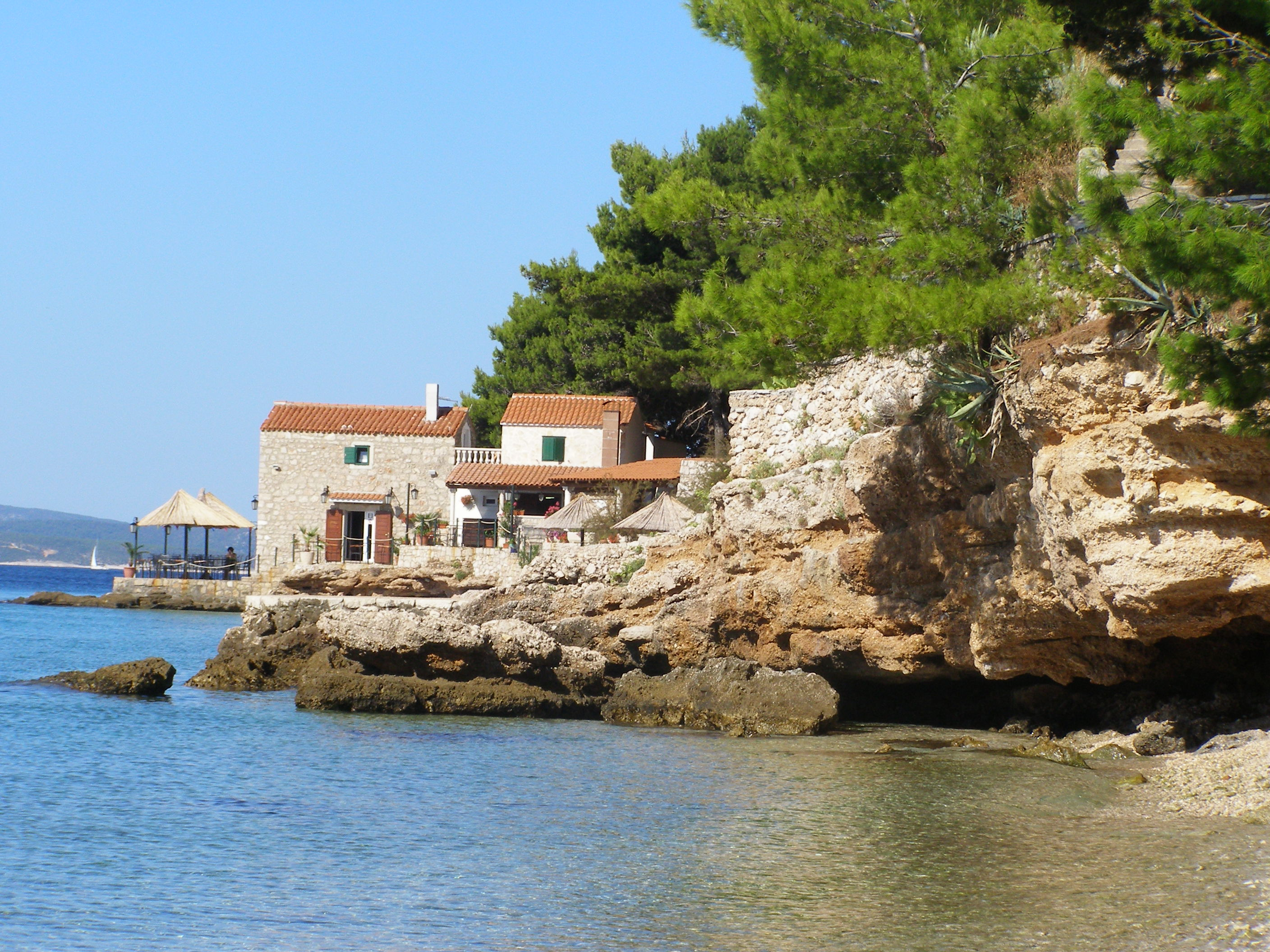
Bol

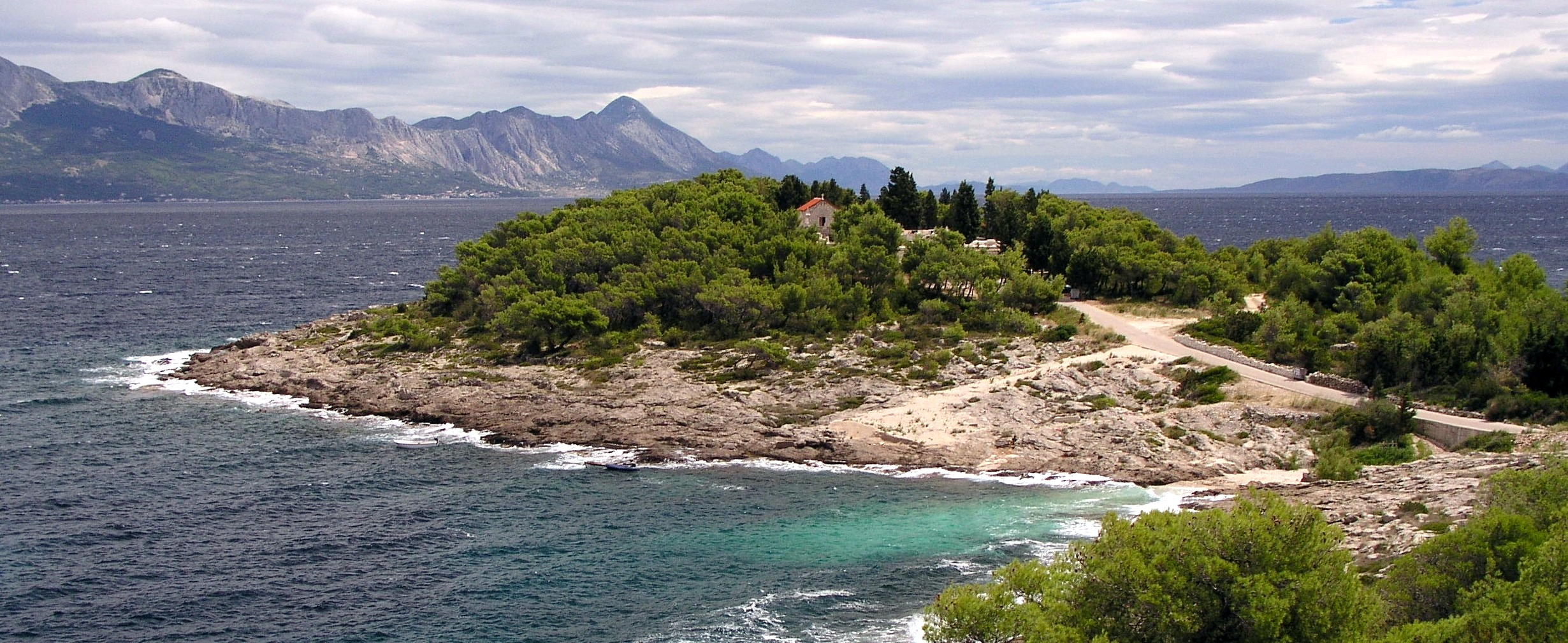
Sumartin

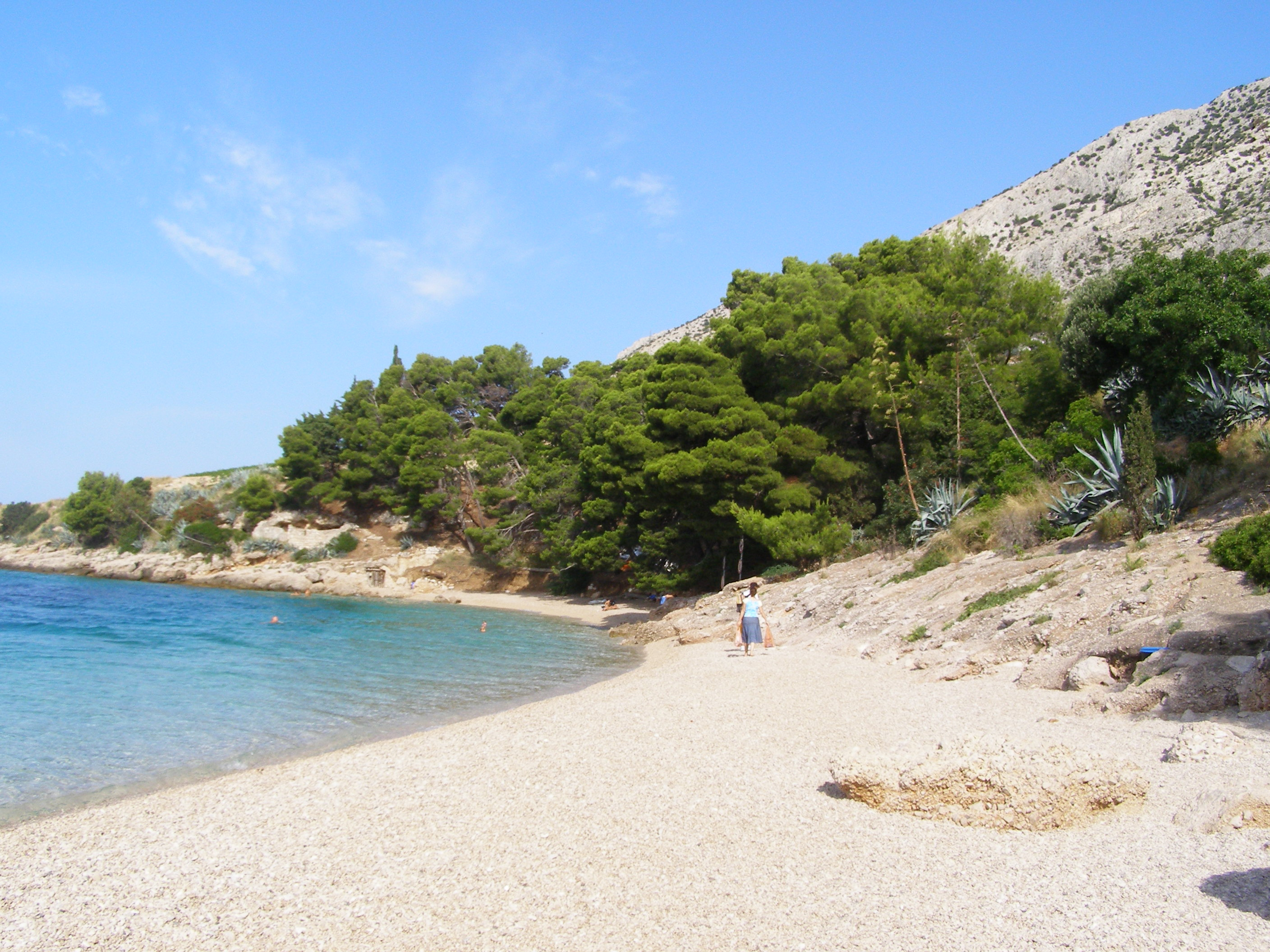
Kavicsos öböl a szigeten

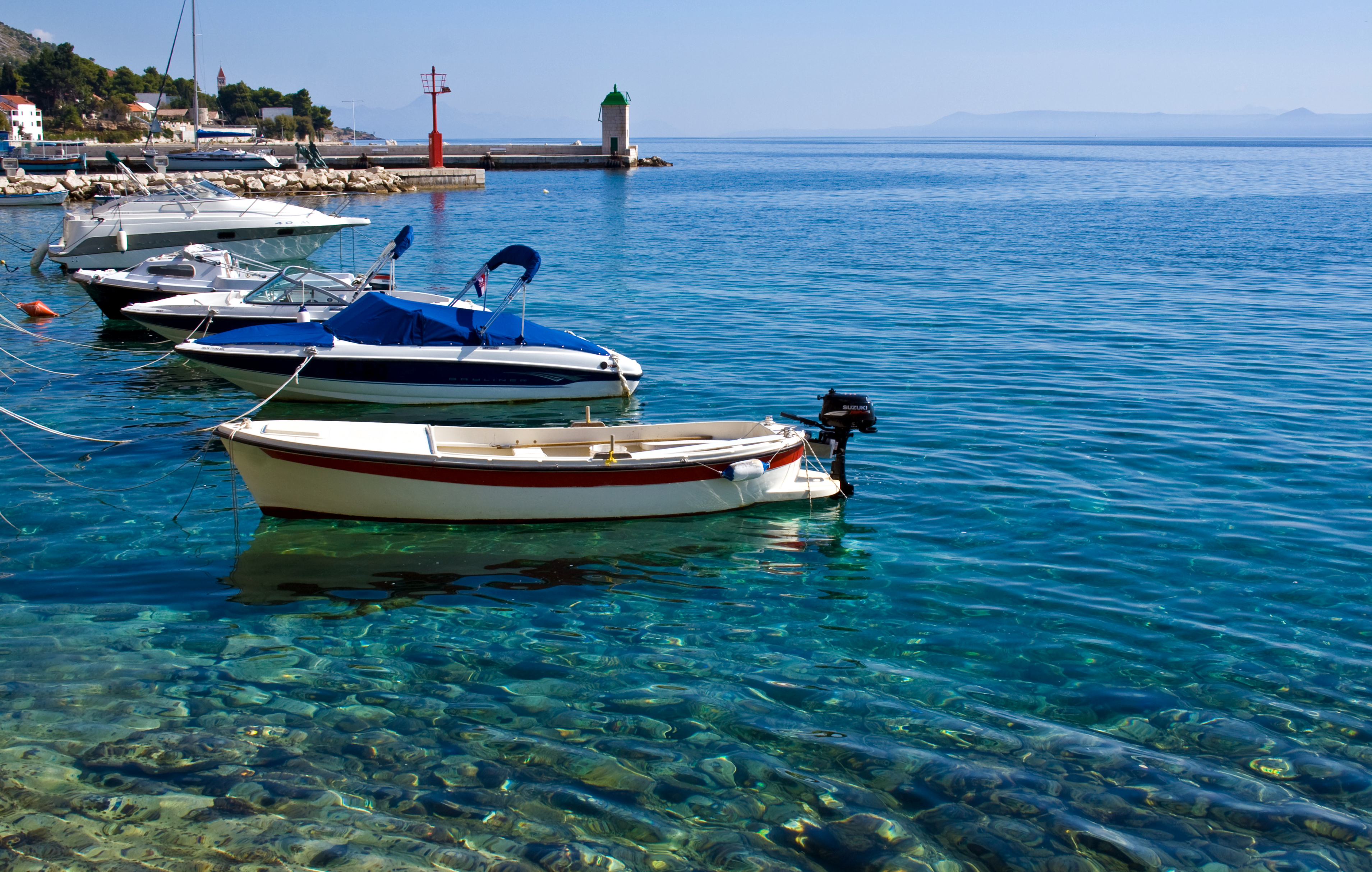
Kikötő

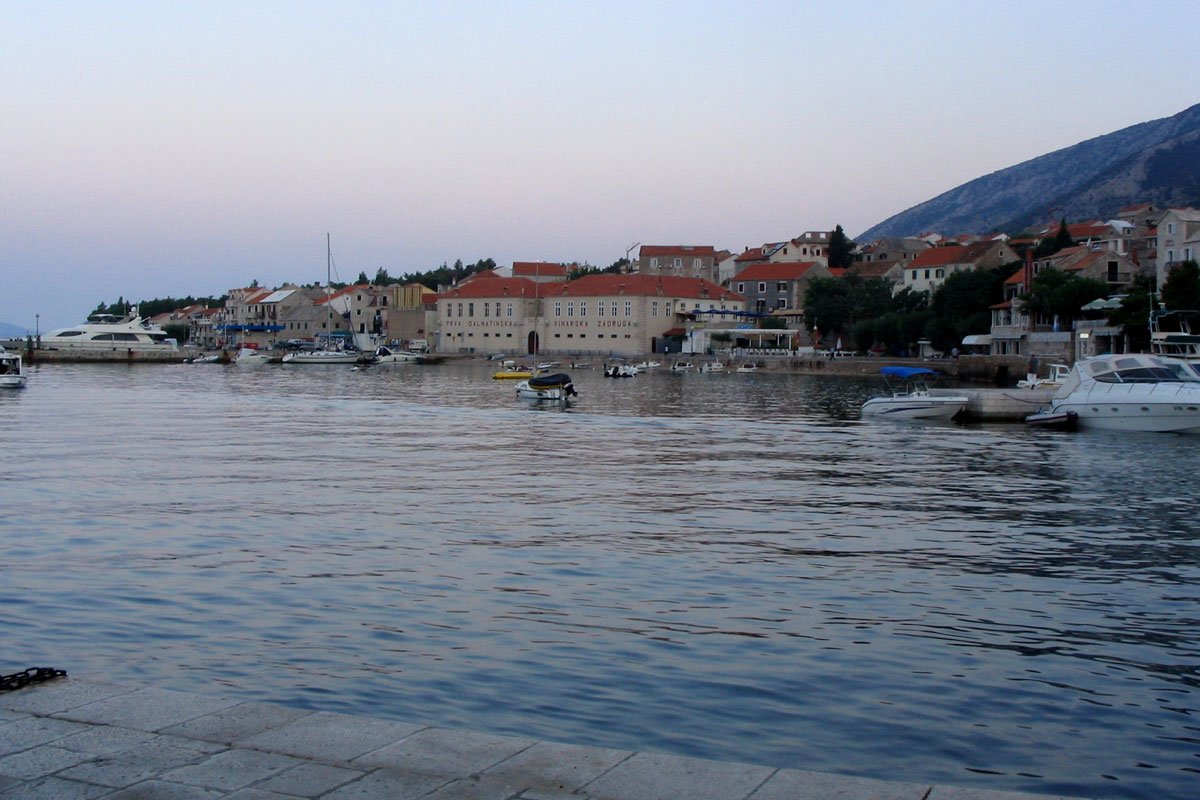
Bol a tenger felől

A Horvátországhoz tartozó Brač (magyarul: Brács, ča horvátul Broc) 396 km² területével az Adriai-tenger harmadik legnagyobb, 778 méter magas Vidova gorájával pedig legmagasabb szigete. Erről a magaslatról tiszta időben az egész dalmát szigetvilágot belátni: elöl a keskeny és hosszúkás Hvar sziget, mögötte pedig határozottan kiemelkedik az Adriából a Vis sziget.

## Fekvése
Az Adriai-tengerben, Splittől délre fekvő sziget.

## Földrajza
A közel tizenötezer lakosú sziget déli oldala meredek, sok sziklaszirttel szabdaltan érintkezik a tengerrel. Északi oldala viszont enyhén emelkedő a sziget belseje irányába, úgy 6-700 méteres magasságig. Legmagasabb pontja a 778 méter magas Vidova Gora.

### Éghajlata
A sziget klímája mediterrán. A téli hőmérséklet 9 °C körül mozog, míg nyáron az átlaghőmérséklet 25 °C.

## Történelme
Első lakói az illírek voltak, akik a itt a sziget északi partjának közelében, a mai Skrip helyén emeltek erődítményt. Fő megélhetési forrásuk a szarvasmarha-tenyészet volt.
Később a rómaiak telepedtek meg itt, akik már a sziget kőfejtőjét is használatba vették.
A rómaiak után Bizánc vette birtokba, de közben a gótok is feldúlták, majd a salonai menekülők és a neretvánok telepedtek le a szigeten.
1102-ben Könyves Kálmán uralmát ismerte el a sziget, majd a velenceiek és a magyar-horvát királyok váltották egymást egészen a 15. századig. II. András a szigetet a krki Frangepán családnak adományozta.
1420-tól közel négy évszázadon át a velenceiek uralma alatt volt 1797-ig.
Velence bukása után a Habsburg Birodalom foglalta el a szigetet. 1806-ban orosz cári hadak érkeztek a szigetre.
Az oroszok után a Napóleon francia császár birodalmához tartozott a sziget 1814-ig, majd ismét osztrák kézre került. Az Osztrák–Magyar Monarchia világháborús veresége és széthullása nyomán 1918. december 1-jén az újonnan szerveződött állam, a Szerb–Horvát–Szlovén Királyság, majd Jugoszlávia részévé vált. 1991 óta a függetlenségét kivívott Horvát Köztársasághoz tartozik.
A sziget tengerparti részén az állandó kalóztámadások, valamint a sziget belsejének termékeny földjei miatt a tengerpart közelében hosszú ideig nem is épült település.

## Mezőgazdasága, ipara
A sziget belsejében levő medence köves, nehéz munkával megművelt talaján a helyi lakosság mezőgazdasággal foglalkozik. Híres gyümölcstermesztéséről is; (füge, mandula, szentjánoskenyér), valamint boráról: itt készül a híres vugava.
A sziget nagy levendulamezői évente jelentős mennyiségű illóolajat adnak.
Halászata is fejlett, több halkonzervgyár is működik a szigeten.
A sziget mészkövének, és márványbányáinak hírére pedig az Adria palotáin, templomain kívül, mint például a spliti Diocletianus palota, vagy Olaszország sok műemléke, vagy Velence palotái, vagy a washingtoni Fehér Ház is emlékeztetnek.

## Települések
A sziget települései:
- Supetar
- Sutivan
- Sumartin
- Splitska
- Selca
- Postira
- Povlja
- Pučišća
- Milna
- Bobovišće
- Luka Bobovišća
- Ložišća
- Mirca
- Nerežišća
- Gornji Humac
- Donji Humac
- Dol
- Bol

## Híres emberek a szigetről
- Vladimir Nazor, író (1876-1949)
- Branislav Dešković, szobrász (1883-1939)
- Dasen Vrsalović, régész (1928-1981)

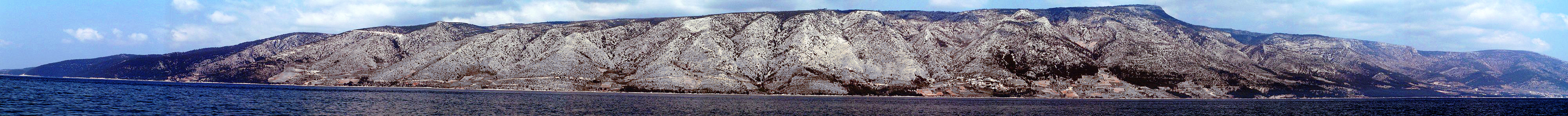
Brač sziget panorámaképe a tenger felől

- Ida Stipčić Jakšić, divattervező
- Žan Jakopač, énekes
- Ivica Jakšić – Puko művész